# حرقفة (عظم)

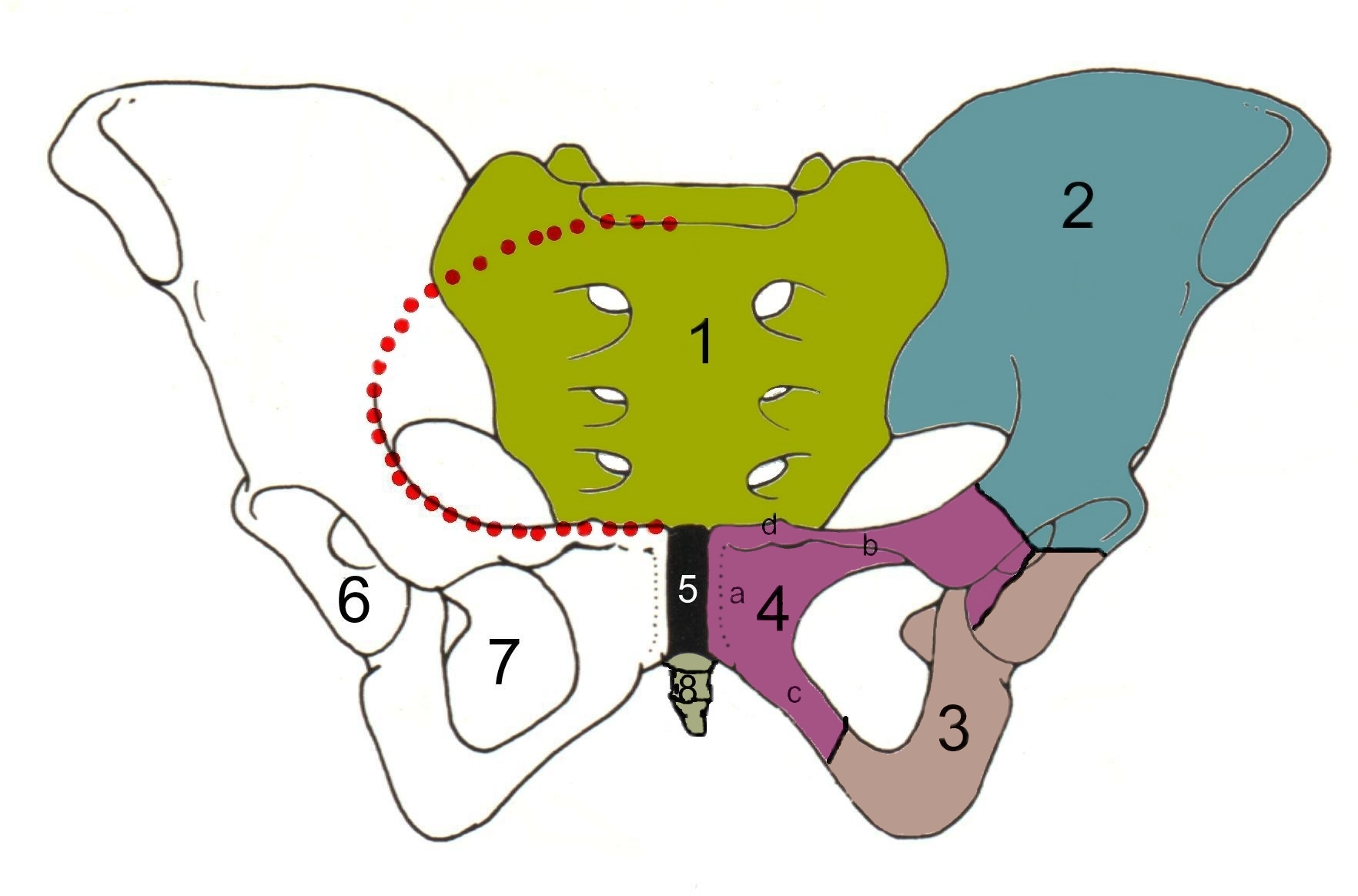
الحوض التّسميات الحديثة والقديمة:
1-عظم العجز (العَجُز)
2-عظم الحرقفة (الحَرْقَفَة)
3-عظم الإسك (الحَرْكَكَة)
4-عظم العانة (العانة)
5-الارتفاق العاني (القُحْقُح)
6-الحُق (الحُقّ أو القَلْت أو النُّقرة)
7-الثقبة السدادية (الفَوَّارة)
8-العصعص (العُصْعُض)

عظم الحَرْقَفة  (بالإنجليزية: Ilium)‏ هو أحد أجزاء عظم الورك المكون من (حرقفة، إسك، عانة).

## العظمة
هي عظمة عريضة تشكل الجزء العلوي لمفصل الفخذ وهي أحد أجزاء عظم الورك، يرى على الوجه الوحشي لعظم الحرقفة جسم وجناح عليه ثلاثة خطوط (خلفي وأمامي وسفلي)، ولها أربع زوايا:
- أمامية علوية
- أمامية سفلية
- خلفية علوية
- خلفية سفلية

ويصل بين الزاويتين العلويتين الأمامية والخلفية قوس يسمى عرف الحرقفة وهو قابل للجس على جانبي الجسم وله ذروة، ويرتبط بعظم الحرقفة من الوجه الخارجي العضلات الإليوية، ويرى على الوجه الدخلي الإنسي لعظم الحرقفة الحفرة الحرقفية التي يرتبط بها العضلة الحرقفية.
ويظهر السطح الصيواني مهمته التمفصل مع عظم العجز من كل جانب لتشكيل الحوض.
تشكل الحرقفة جزءاً من الحق (acetabulum) وهو مكان تمفصل العظم الفخذي مع عظم الورك.

## روابط إضافية
- عظم الورك
- الحفرة الحرقفية